# Stora Källsjön (Kyrkhults socken, Blekinge, 624815-142715)
Stora Källsjön är en sjö i Olofströms kommun i Blekinge och ingår i Mörrumsån-Skräbeåns kustområde. Sjön har en area på 0,086 kvadratkilometer och ligger 129,1 meter över havet. Sjön avvattnas av vattendraget Östra Orlundsån.

## Delavrinningsområde
Stora Källsjön ingår i det delavrinningsområde (623874-142613) som SMHI kallar för Inloppet i Orlunden. Medelhöjden är 122 meter över havet och ytan är 35,03 kvadratkilometer. Det finns inga avrinningsområden uppströms utan avrinningsområdet är högsta punkten. Avrinningsområdets utflöde Östra Orlundsån mynnar i havet. Avrinningsområdet består mestadels av skog (74 %) och jordbruk (14 %). Avrinningsområdet har 0,92 kvadratkilometer vattenytor vilket ger det en sjöprocent på 2,6 %.